# 105 î.Hr.

## Nașteri
- 29 septembrie: Cneus Pompeius Magnus  (d. 48 î.Hr.)